# Telipogon astroglossus
Telipogon astroglossus es una especie  de orquídea epifita. Es originaria de Sudamérica. 

## Descripción
Es una orquídea de pequeño tamaño, con hábitos de epífita  sin pseudobulbos y 3-4 hojas, linear-lanceoladas, las hojas agudas se asemejan a un abanico. Florece en una inflorescencia erecta de 10 cm de largo, escaposa, con pocas flores que aparecen sucesivamente,  inflorescencia racemosa que aparece en el verano.

## Distribución y hábitat
Se encuentra en  Perú en los bosques montanos húmedos en elevaciones alrededor de 850 metros.  

## Taxonomía
Telipogon astroglossus fue descrita por Heinrich Gustav Reichenbach y publicado en Xenia Orchidacea 1: 16, t. 7, f. II, 12–19. 1854.
Etimología
Telipogon: nombre genérico que deriva de las palabras griegas: "telos", que significa final o punto y "pogon" igual a "barba", refiriéndose a los pelos en la columna de las flores.
astroglossus: epíteto latíno que significa "con el labelo similar a una estrella"
Sinonimia
- Dipterostele tanii (Dodson) Garay & G.A.Romero
- Stellilabium astroglossum (Rchb.f.) Schltr.
- Stellilabium tanii Dodson
- Telipogon tanii (Dodson) N.H.Williams & Dressler
- Trichoceros astroglossus (Rchb.f.) Lindl. ex Benth. & Hook.f.[3][4]